# Alex Bannister
Alex Bannister (Cincinnati, 23 aprile 1979) è un ex giocatore di football americano statunitense che ha militato nel ruolo di wide receiver nella National Football League (NFL).

## Biografia
Dopo avere giocato al college alla Eastern Kentucky University, Bannister fu scelto dai Seattle Seahawks nel corso del quinto giro del Draft NFL 2001. Vi giocò per quattro stagioni, venendo convocato per il Pro Bowl nel 2003 come membro degli special team e nel 2005 disputò il Super Bowl XL, perso contro i Pittsburgh Steelers. L'ultima stagione della carriera la trascorse nel 2006 con i Baltimore Ravens.

## Palmarès

### Franchigia
- National Football Conference Championship: 1

Seattle Seahawks: 2005

### Individuale
- Convocazioni al Pro Bowl: 1

2003
- First-team All-Pro: 1

2003

## Statistiche
| Partite totali         | 59  |
| Partite da titolare    | 4   |
| Ricezioni              | 9   |
| Yard ricevute          | 121 |
| Touchdown su ricezione | 1   |